# Diaphone mossambicensis
Diaphone mossambicensis är en fjärilsart som beskrevs av Carl Heinrich Hopffer 1862. Diaphone mossambicensis ingår i släktet Diaphone och familjen nattflyn. Inga underarter finns listade i Catalogue of Life.